# Форт Вејн
Форт Вејн (енгл. Fort Wayne) град је на североистоку америчке савезне државе Индијана. По попису из 2010. године има 253.691 становника, по чему је други највећи град у Индијани и 74. у САД. Град се налази 29 km западно од границе државе Охајо и 80 km јужно од границе Мичигена.
Тврђаву Форт Вејн је изградила америчка војска под руководством генерала Ентони Вејна, по коме је добила име. Изграђена је 1794. Форт Вејн је добио статус града 1829.
Данас се привреда Форт Вејна базира на индустрији, образовању, осигурању, здравству, логистици и војној индустрији.

## Географија
Форт Вејн се налази на надморској висини од 247 m.

## Демографија
По попису из 2010. године број становника је 253.691, што је 47.964 (23,3%) становника више него 2000. године.
|                   | 2010.            | 2000.            |
| Укупно            | 253 691 (100,0%) | 205 727 (100,0%) |
| Белци             | 178 436 (70,34%) | 150 368 (73,09%) |
| Афроамериканци    | 39 085 (15,41%)  | 35 752 (17,38%)  |
| Хиспаноамериканци | 20 200 (7,962%)  | 11 884 (5,777%)  |
| Азијати           | 8 379 (3,303%)   | 3 205 (1,558%)   |
| Остали            | 7 591 (2,992%)   | 4 518 (2,196%)   |

## Партнерски градови
- Плоцк
- Гера
- Тајџоу
- Такаока